# Resonance (Manfred Schoof)
Resonance is een verzamelalbum uitgebracht onder de artiest Manfred Schoof. Deze nam met een aantal musici eind jaren zeventig een drietal elpees op voor het platenlabel JAPO Records. Destijds was dat binnen Europa al een onderdeel van ECM Records, doch in de Verenigde Staten trad het op als zelfstandig label. In de jaren tachtig slokte ECM JAPO geheel op. 
De drie albums van het Manfred Schoof Quintet, Scales, Light Lines en Horizons, werden opgenomen in de Tonstudio Bauer in Ludwigsburg, een vaste opnameplaats van JAPO/ECM.

## Musici
- Manfred Schoof – trompet, flügelhorn
- Michel Pilz – basklarinet
- Jasper van 't Hof – alle toetsinstrumenten behalve Rainer Brüningshaus op Old ballad, Horizons, Hope en Sunset
- Günter Lenz – contrabas
- Ralf Hübner – slagwerk

## Muziek
| Nr. | Titel                                | origineel album | Duur  |
| --- | ------------------------------------ | --------------- | ----- |
| 1.  | Scales (Manfred Schoof)              | Scales          | 10:28 |
| 2.  | Ostinato (Manfred Schoof)            | Scales          | 12:43 |
| 3.  | For Marianne (Manfred Schoof)        | Scales          | 6:57  |
| 4.  | Weep and cry (Ralf Hübner)           | Scales          | 10:14 |
| 5.  | Flowers all over (Jasper van ‘t Hof) | Scales          | 7:31  |
| 6.  | Resonance (Manfred Schoof)           | Light lines     | 7:03  |
| 7.  | Old ballad (Manfred Schoof)          | Horizons        | 8:52  |

| Nr. | Titel                                 | origineel album | Duur  |
| --- | ------------------------------------- | --------------- | ----- |
| 1.  | Source (Manfred Schoof)               | Light lines     | 11:06 |
| 2.  | Light lines (Manfred Schoof)          | Light lines     | 6:08  |
| 3.  | Criterium (Ralf Hübner)               | Light lines     | 5:51  |
| 4.  | Lonesome defender (Jasper van ‘t Hof) | Light lines     | 7:15  |
| 5.  | Horizons (Manfred Schoof)             | Horizons        | 9:40  |
| 6.  | Hope (Manfred Schoof)                 | Horizons        | 8:50  |
| 7.  | Sunset (Manfred Schoof)               | Horizons        | 3:29  |

Van het album Horizons ontbreken The abstract face of beauty en Sunrise op Resoncance.